# Extravagance (film 1919)
Extravagance è un film muto del 1919 diretto da Victor Schertzinger. Prodotto da Thomas H. Ince, aveva come interpreti Dorothy Dalton, Charles Clary, J. Barney Sherry, Donald MacDonald, Philo McCullough.

## Trama
Alan e Helen Douglas, pur se ricchi, vivono molto al di sopra delle loro possibilità. Un loro amico, Billy Braden, cerca di convincerli ad andare con lui nell'Ovest, a cercare una vita più tranquilla, ma loro rifiutano la sua proposta. Qualche tempo dopo, Helen litiga con il marito che non vuole regalarle una preziosa collana di perle. Alan, che per soddisfare i capricci della moglie ha preso i trentamila dollari che servono all'acquisto del monile, viene arrestato da un agente per appropriazione indebita, ma si sottrae all'arresto uccidendo il poliziotto. Processato per il delitto, viene condannato alla sedia elettrica.
Helen, disperata, va dal giudice a invocare clemenza... ma si sveglia, scoprendo che tutto quanto era solo un incubo. Corre da Alan che, in ufficio, deve affrontare una crisi finanziaria che sta scuotendo Wall Street. Lui le chiede di dargli il suo denaro che però lei gli rifiuta. Poi però, a casa, Helen gli offre tutti i suoi risparmi a patto di andarsene via insieme, a vivere dignitosamente da qualche altra parte. Alan, a questo punto, accetta la proposta della moglie e si riconcilia con lei.

## Produzione
Il film fu prodotto dalla Thomas H. Ince Corporation, sotto la supervisione di Thomas H. Ince.

## Distribuzione

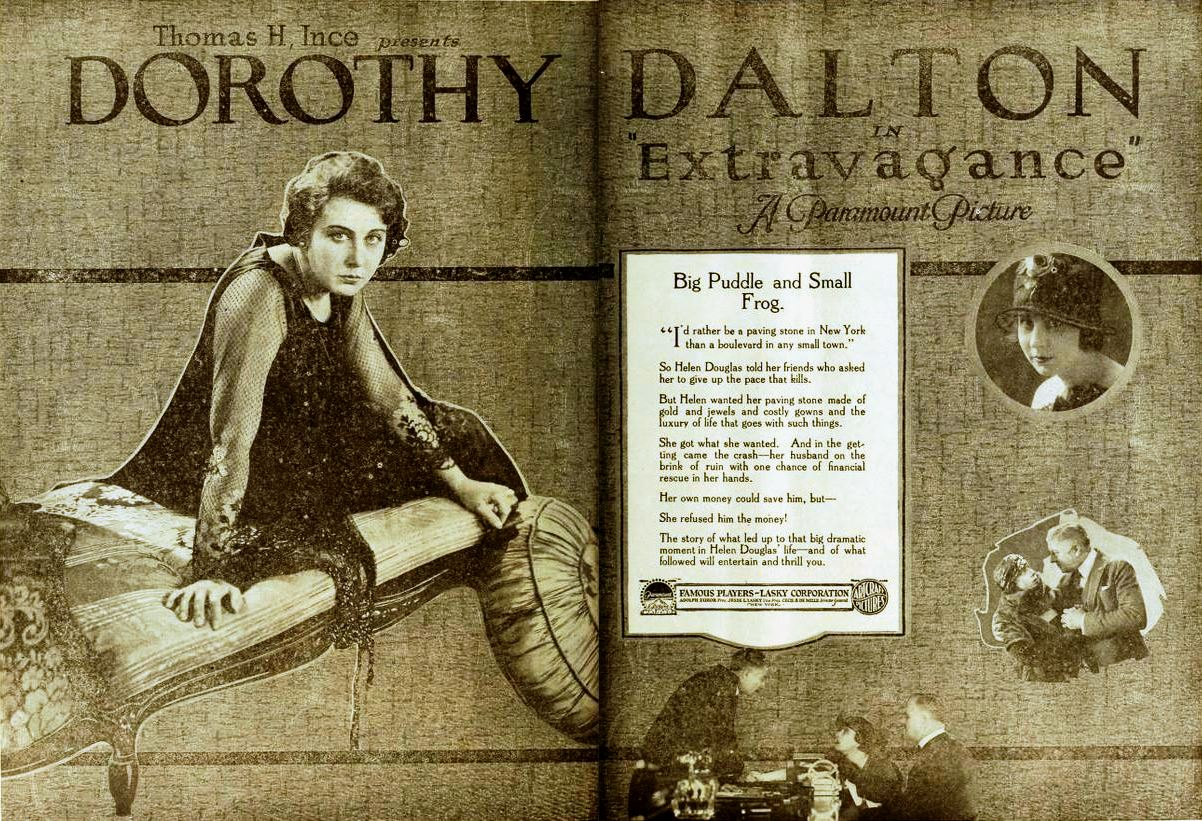
Pubblicità su Moving Picture World (22 marzo 1919)

Il copyright del film, richiesto dalla Thos. H. Ince Corp., fu registrato il 13 febbraio 1919 con il numero LP13414.

Distribuito dalla Famous Players-Lasky Corporation e dalla Paramount Pictures, il film uscì nelle sale cinematografiche degli Stati Uniti il 16 marzo 1919. In Svezia, dove fu distribuito il 10 maggio 1920, prese il titolo Vändpunkten.
Non si conoscono copie ancora esistenti della pellicola che viene considerata presumibilmente perduta.